# واين ستيوارت
واين ستيوارت (بالإنجليزية: Wayne Stewart)‏ هو لاعب كرة قدم أمريكية أمريكي، ولد في 18 أغسطس 1947.

## وصلات خارجية
- واين ستيوارت على موقع مرجع كرة القدم المحترفة.كوم (الإنجليزية)